# Arc de Wignacourt
L'Arc de Wignacourt ou Arche de Wignacourt, connu aussi sous le nom de Porte Fleur-De-Lys (en maltais : L-Arkata ta' Wignacourt magħrufa bħala l-Bieb ta' Fleur-De-Lys) est un arc ornemental situé à la frontière entre Fleur-de-Lys (banlieue de Birkirkara) et Santa Venera, sur l'île de Malte. L'arche a été construite à l'origine en 1615 dans le cadre de l'aqueduc Wignacourt, mais elle a été détruite entre 1943 et 1944. Une réplique de l'arche a été construite en 2015 et inaugurée le 28 avril 2016.

## Arc d'origine

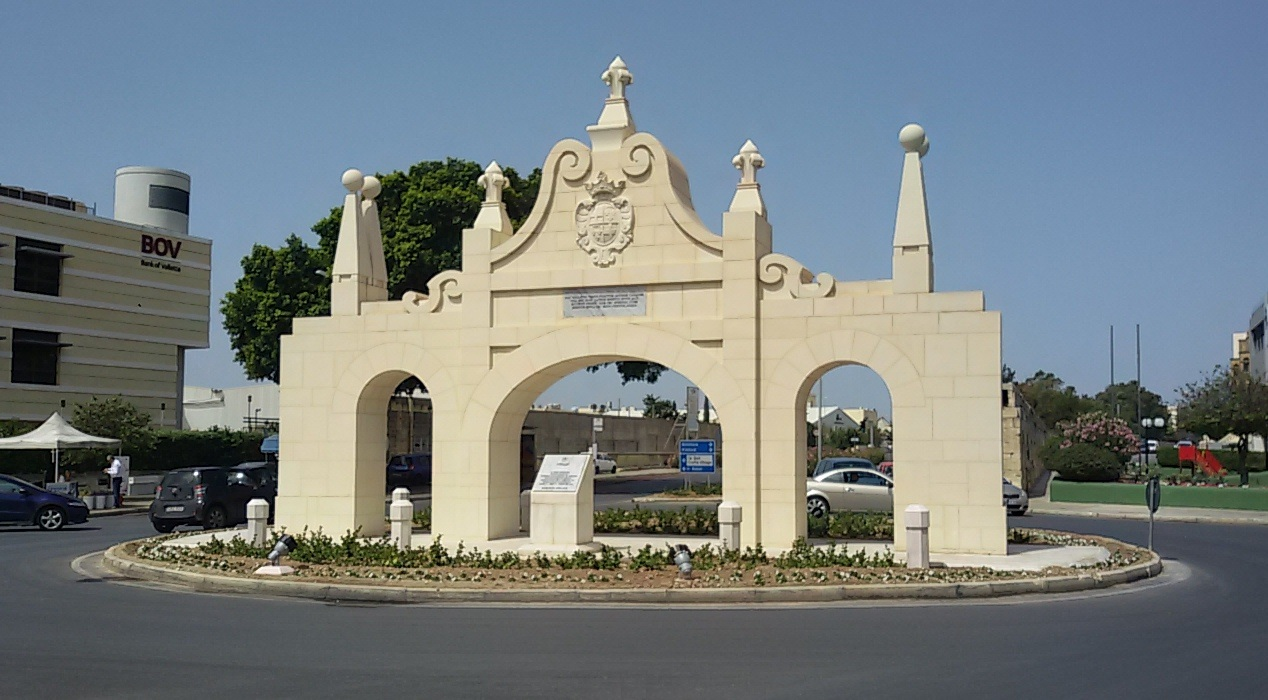
Côté de la réplique de l'arc faisant face à Santa Venera

L'aqueduc Wignacourt a été construit entre 1610 et 1615 pour transporter l'eau des sources de Dingli et Rabat vers la capitale maltaise La Valette. Il porte le nom d'Alof de Wignacourt, le grand maître de l'ordre de Saint-Jean de Jérusalem, qui a financé en partie sa construction.

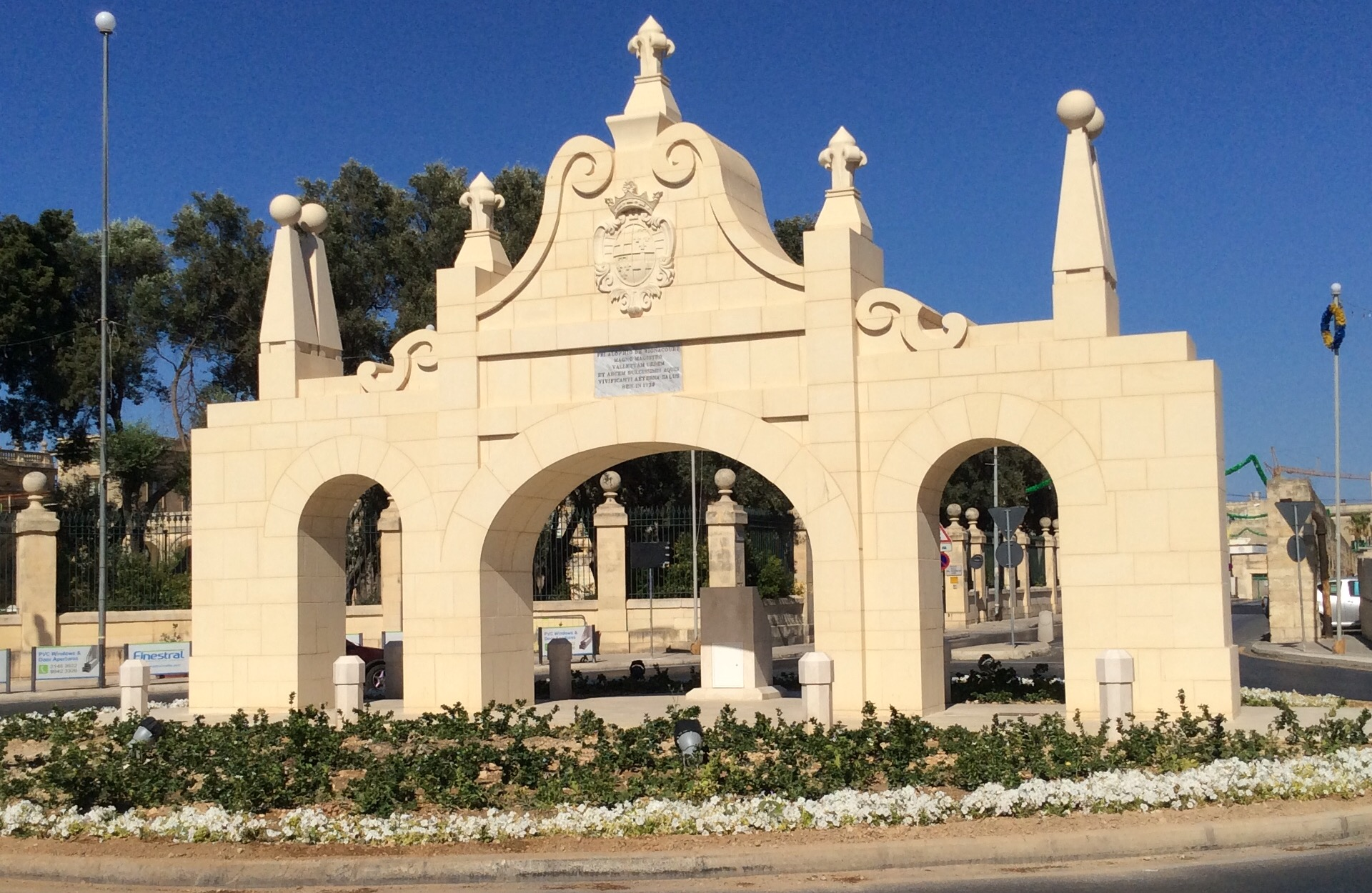
Côté de la réplique de l'arche face à Birkirkara

L'aqueduc était transporté par des tuyaux souterrains ou sur une série d'arches en pierre. Pour commémorer la construction de l'aqueduc, l'arche de Wignacourt a été construite à un endroit où l'aqueduc traversait la route menant de La Valette à Mdina. L'arche baroque avait une grande arche au centre et une arche plus petite de chaque côté. Elle était ornée de trois fleurs de lys, d'un relief des armoiries de Wignacourt et de deux plaques de marbre avec des inscriptions latines. La plaque sur le côté faisant face à Santa Venera disait, :

« HAC VALLETTA TENUS FUNCTUM JACUISSE CADAVER

VISA EST NUNC LATICIS SPIRITUS INTUS ALIT

INCUBUIT PRIMUS OLIM CEU SPIRITUS UNDIS

SPIRITUS ENIXA, SIC MODO FERTUR ACQUA

BONTADINO DE BONTADINIS, BONEN. AQUÆ DUCTORE. 1615.

 »

La plaque sur le côté faisant face à Birkirkara disait :

« FRI. ALOPHIO DE WIGNACOURT

MAGNO MAGISTRO

VALLETTAM URBEM

ET ARCEM DULCISSIMIS AQUIS

VIVIFICANTI AETERNA SALUS

REN. IN 1739 »

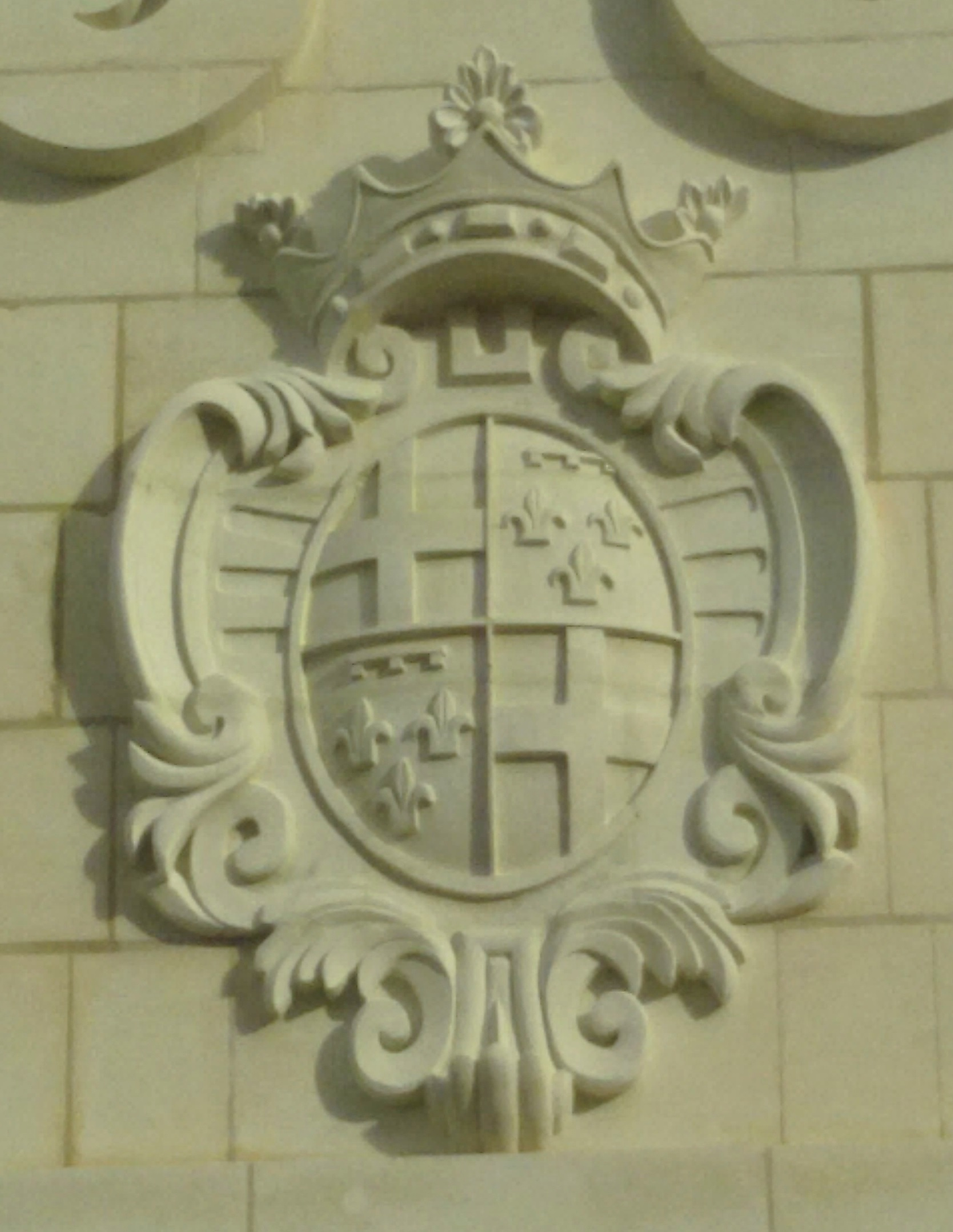
Armoiries d'Alof de Wignacourt sur l'arc reconstitué

La zone autour de l'arc est restée rurale jusqu'au début du XXe siècle. Un tramway passait près de l'arche entre 1905 et 1929. Après la Seconde Guerre mondiale, le faubourg de Fleur-de-Lys s'est développé, et il tire son nom des symboles héraldiques sur l'arc.

### Destruction
Le 18 avril 1943, une dépanneuse de la Royal Air Force se dirigeant vers l'aérodrome de Ta 'Qali la nuit sans éclairage public a heurté l'arche et a gravement endommagé sa façade faisant face à Santa Venera. L'arc central a été démantelé par des militaires sous la supervision du Département des travaux publics environ deux mois plus tard. L'arc a été complètement détruit le 12 février 1944, lorsqu'un camion du Royal Army Service Corps a heurté les parties restantes de la structure. Les pierres restantes auraient été stockés par les Britanniques mais, comme plusieurs autres reliques historiques, n'ont jamais été récupérées par les Maltais et leur localisation est inconnue. Cependant, les deux plaques de marbre de l'arc ont été récupérées.
Un rond-point avec une fontaine a ensuite été construit à l'emplacement de l'arc. Certaines arches de l'aqueduc ont été démolies afin d'élargir la route et de faire place à ce rond-point.

## Reconstruction
Les arches survivantes de l'aqueduc de Wignacourt ont été restaurées entre 2004 et 2005. Le président de la Banque de La Valette, dont le siège est situé à proximité de l'arche, a promis de construire une réplique de l'arche mais au départ rien ne s'est concrétisé,.
En 2012, le comité administratif Fleur-de-Lys et le conseil local de Birkirkara ont annoncé qu'ils prévoyaient de reconstruire l'arc aux mêmes dimensions que l'original. La police s'était initialement opposée au projet, estimant qu'il pourrait devenir un danger pour la circulation, mais présentant des comparaisons de risque similaires à d'autres arches et portes monumentales de Malte, telles que les Portes de Bombes. Les plans ont finalement été approuvés par l'Autorité maltaise de l'environnement et de la planification en octobre de la même année, mais ils ont été suspendus car un appel d'offres a dû être réglé. En avril 2013, l'appel d'offres a été attribué à Vaults Ltd au lieu de V&C Contractors qui avait initialement remporté l'appel d'offres. La réplique de l'arc a coûté 280 000 €, dont 100 000 € ont été donnés par la Banque de La Valette. 40 000 € ont été prélevés sur le Good Causes Fund, tandis que les 140 000 € restants ont été payés par le conseil local de Birkirkara.
Alors que les préparatifs étaient en cours pour la reconstruction de l'arc, un différend a éclaté entre les conseils locaux de Birkirkara et de Santa Venera sur le nom à donner à l'arc. Les premiers ont dit qu'il fallait l'appeler Porte Fleur-de-Lys, tandis que les seconds ont insisté pour qu'on l'appelle Arc de Wignacourt. Les conseils ont convenu d'utiliser le nom L'Arc de Wignacourt connu sous le nom de Porte Fleur-de-Lys en août 2014.
La reconstruction de l'arc a commencé le 1er août 2014, mais les travaux se sont arrêtés peu de temps après la découverte d'une partie des fondations de l'arc d'origine. La reconstruction s'est poursuivie en janvier 2015 et elle était terminée à la fin novembre 2015. Quelques finitions ont été apportées en février 2016, dont l'installation de deux plaques de marbre. L'arc a été inauguré le 28 avril 2016 par le Premier ministre Joseph Muscat et le maire de Birkirkara Joanne Debono Grech.

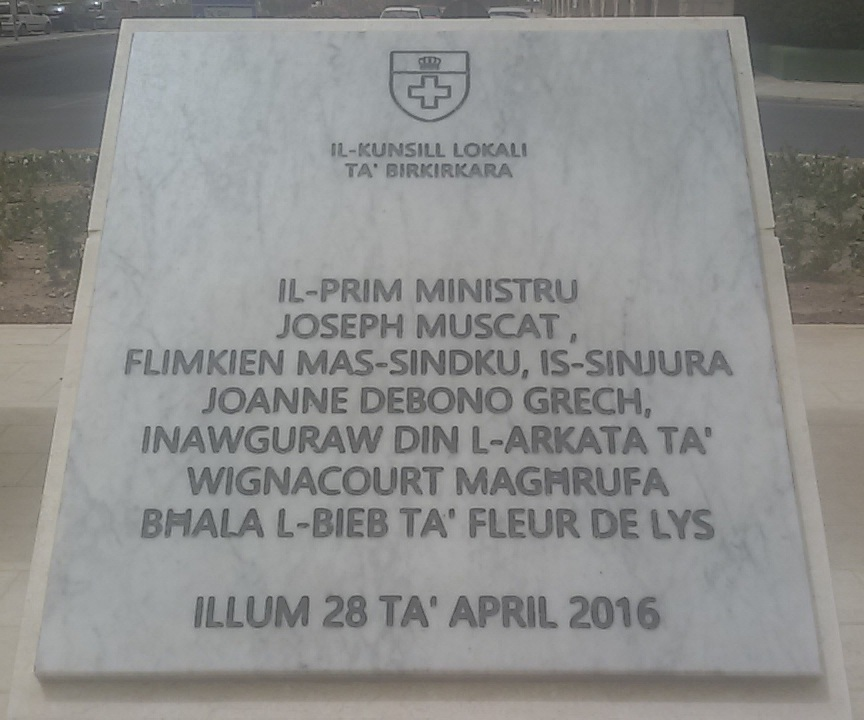
Plaque commémorative de la reconstruction

## Commémorations
En 2015, la Banque centrale de Malte a frappé une pièce en argent de 10 € et MaltaPost a émis une série de deux timbres pour commémorer le 400e anniversaire de l'aqueduc de Wignacourt. L'arc de Wignacourt est représenté sur la pièce et l'un des timbres,.